# Monoforă

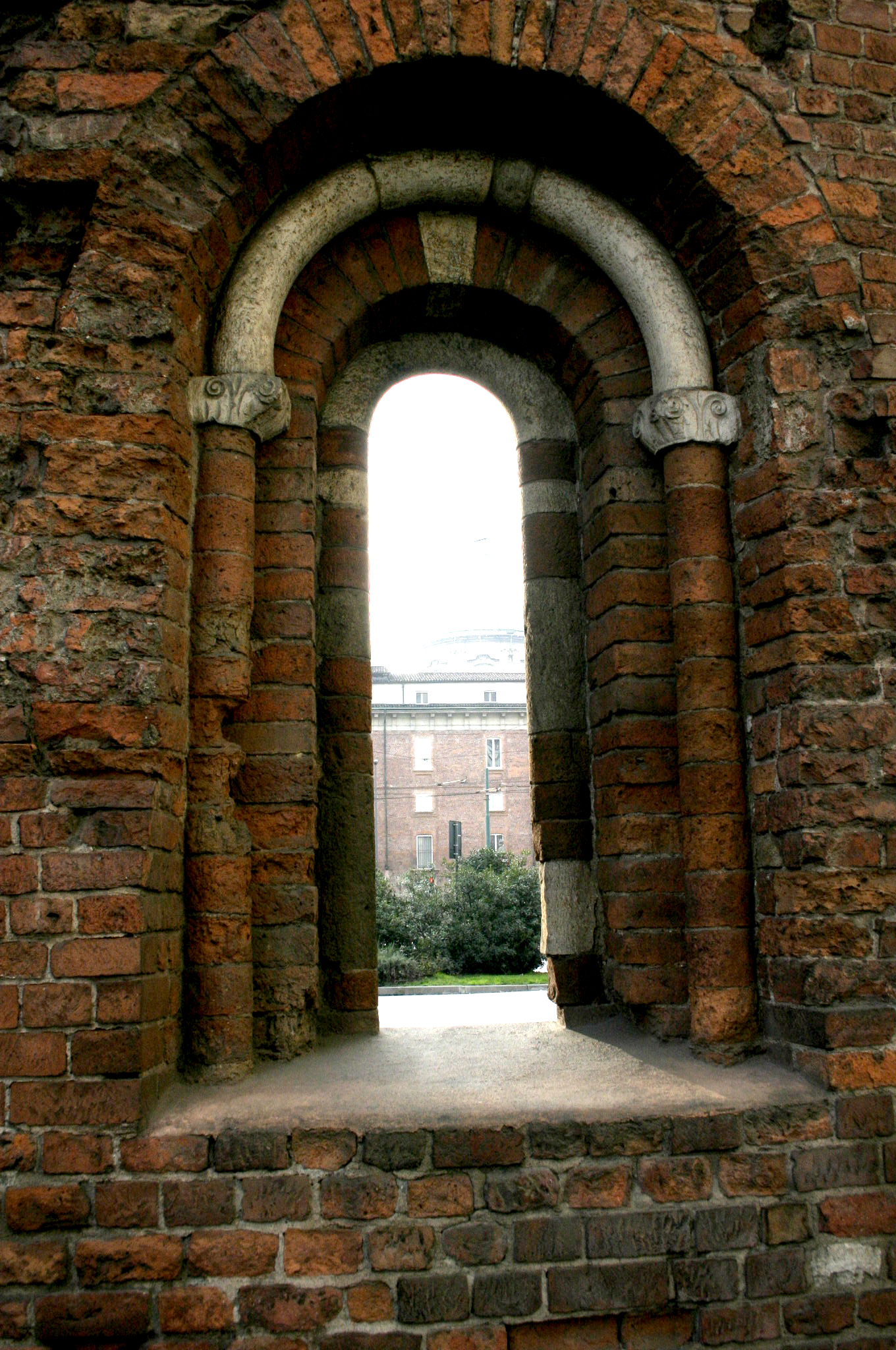
Un monofor în Piazza Missori, Milano

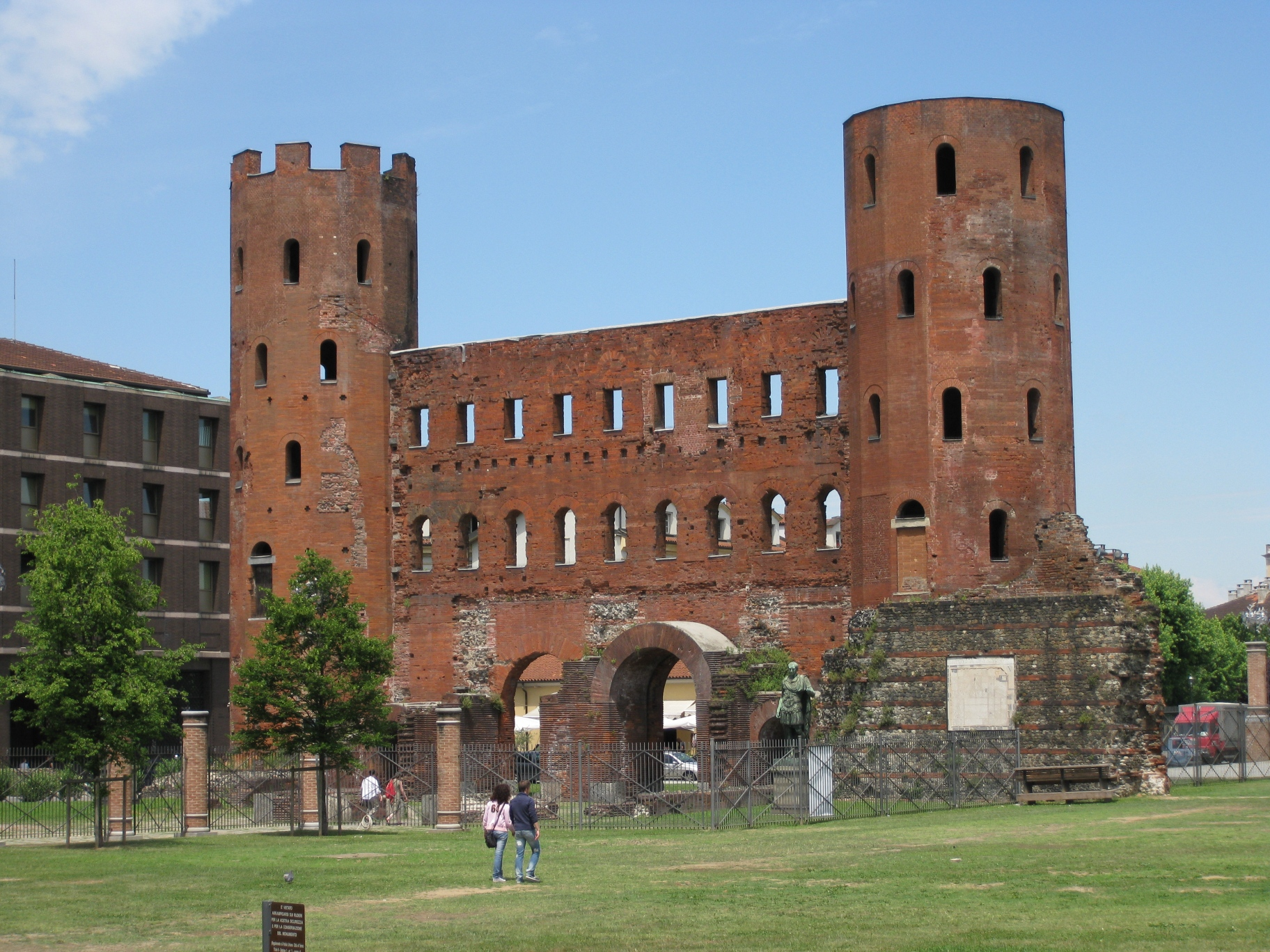
Monofore dreptunghiulare și arcuite în Porta Palatina din Torino

O monoforă (plural: monofore) este un tip de fereastră cu o singură deschidere, (în lat. foramen, it. foro = deschidere), un tip special de fereastră îngustă și înaltă.
Este un termen tehnic folosit în arhitectură pentru a desemna un anumit tip de fereastră, o deschidere „simplă” în perete, spre deosebire de bi- și trifore împărțite de colonetă sau stâlpi supli, în special în perioadele romanică, gotică, renascentistă și eclectică.

## Construcții cu monofore
- Bazilica San Nicola din Bari
- Clopotnița Catedralei din Arezzo